# Stuart Moseley

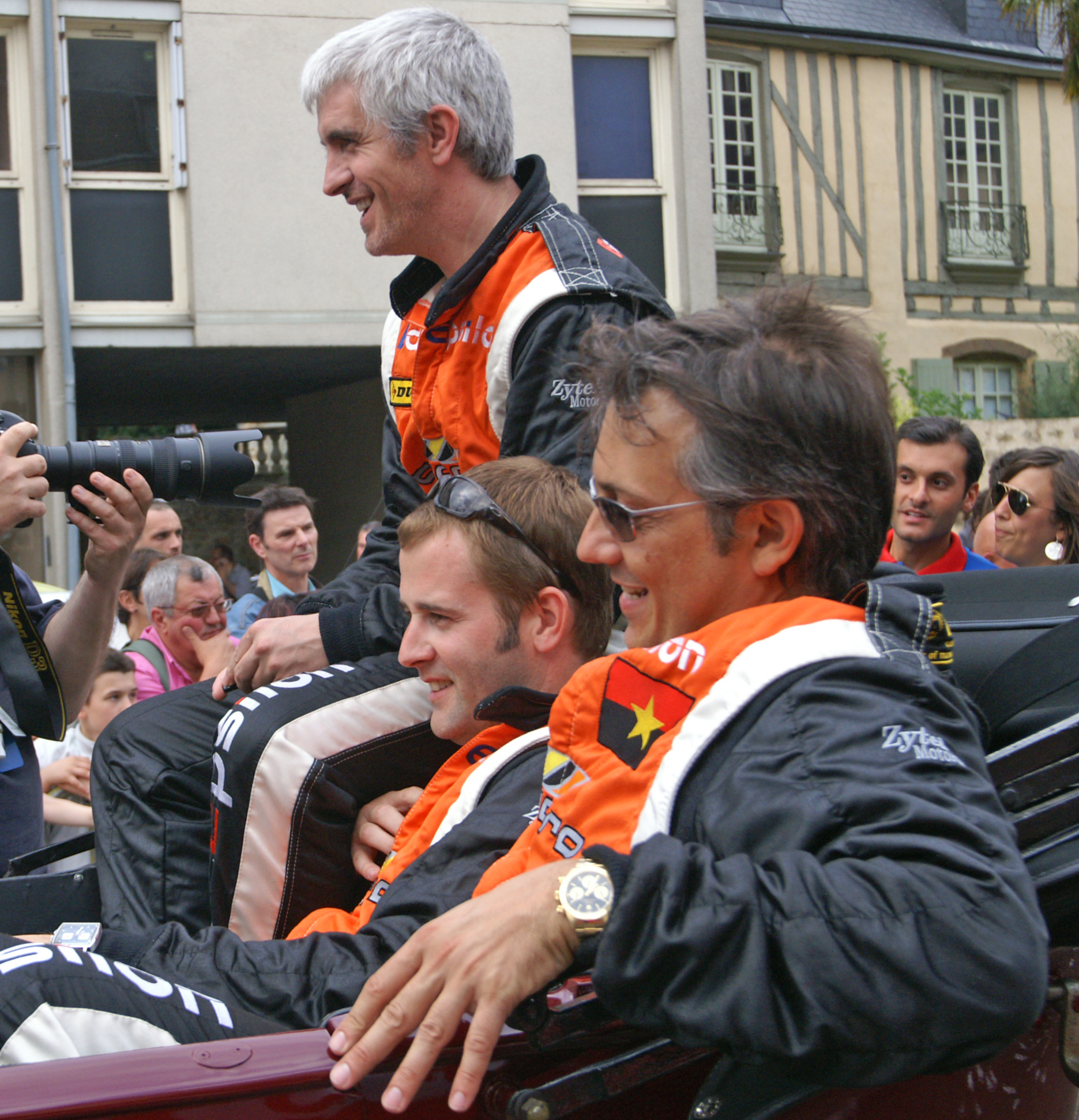
Stuart Moseley (Mitte) 2009 in Le Mans

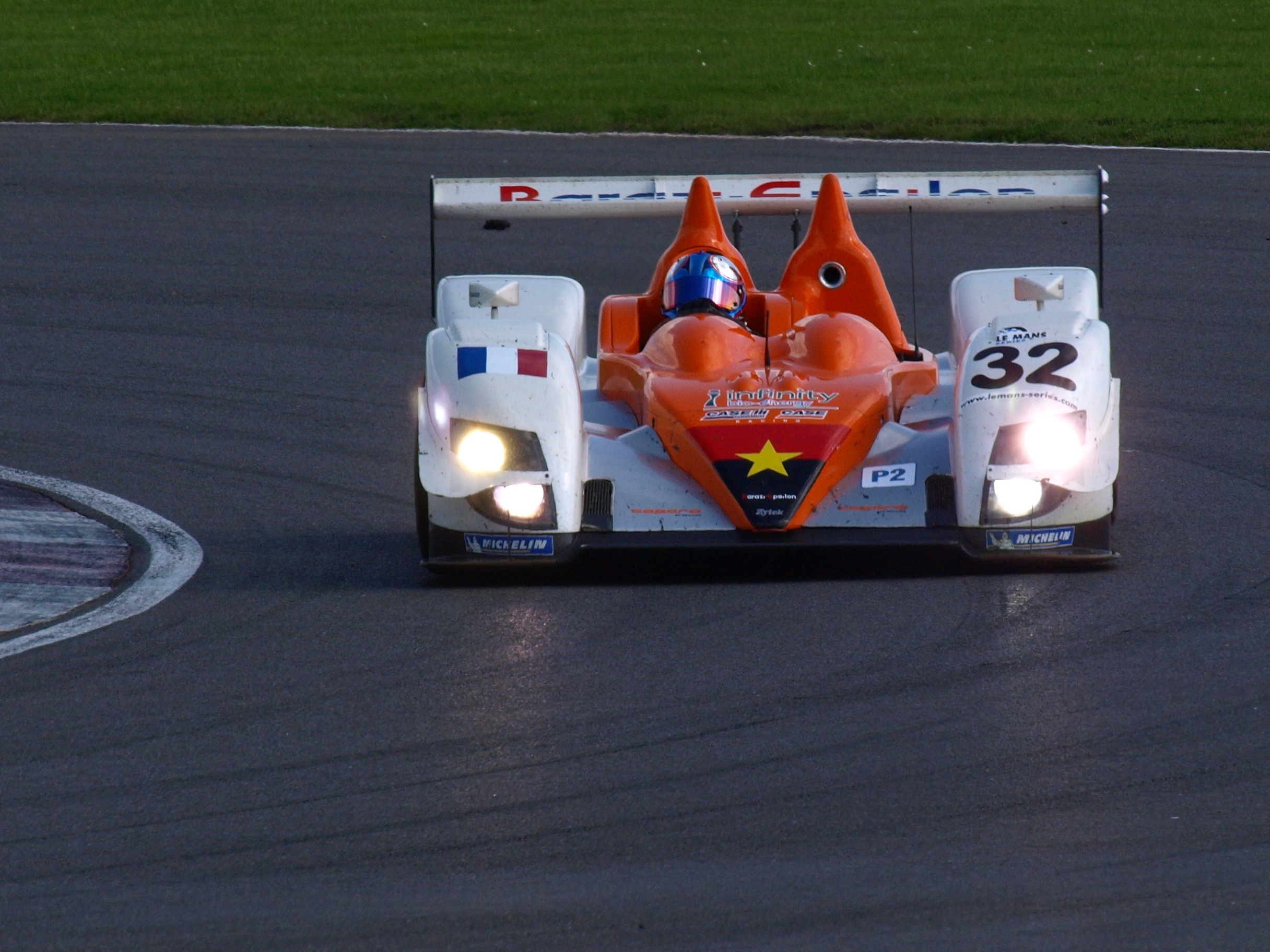
Barazi-Epsilon-Zytek 07S/2 (Startnummer 32) beim 1000-km-Rennen von Silverstone 2008. Stuart Moseley fuhr dieses Rennfahrzeug beim 24-Stunden-Rennen von Le Mans im selben Jahr

Stuart Robert Moseley (* 16. November 1977 in Derby) ist ein ehemaliger britischer Autorennfahrer.

## Karriere im Motorsport
Stuart Moseley begann seine Karriere 1996 in der Formel Vauxhall, deren B-Klasse er in diesem Jahr als Gesamtsieger beendete. Nach Einsätzen in der Formel-Opel-Europa 1998 endete die erste Phase der Karriere. Vier Jahre bestritt der Brite dann keine Rennen. Er kehrte 2003 zurück, fuhr jedoch keine Monopostorennen, sondern wandte sich dem GT- und Sportwagensport zu.
Nach Einsätzen in nationalen britischen Sportwagenserien, wo er 2005 Gesamtzweiter der Radical Enduro SR3 Championship wurde, ging er ab der Saison 2006 in der American- und der European Le Mans Series an den Start. Im Selben Jahr gab er auch sein Debüt beim 24-Stunden-Rennen von Le Mans. Als Partner von Martin Short und João Barbosa politiere er den von Rollcentre Racing gemeldeten Radical SR9 an die 20. Stelle der Gesamtwertung. Bei seinen vier Einsätzen in Le Mans blieb diese Platzierung seine insgesamt Beste.
Die mit Radical-Prototypen ausgetragenen Radical-Cup-Meisterschaften wurden zu den bevorzugten Betätigungsfeldern des Briten. Bei diesem Meisterschaftenrennen entwickelte er sich zu einem der maßgeblichsten und erfolgreichsten Piloten.
2007 wurde er Gesamtdritter in der Radical Enduro SR8 Championship und gewann ein Jahr später das Radical UK Cup - Masters. Weitere Erfolge waren der Gesamtsieg in der Radical European Master Series - SR8 2009, gemeinsam mit Derek Johnston auf einem Radical SR8 und der Triumph im Radical UK Cup - Supersport 2011. In diesem Radical-Supersport-Cup ist Stuart Moseley nach wie vor aktiv.

## Statistik

### Le-Mans-Ergebnisse
| Jahr | Team                       | Fahrzeug    | Teamkollege     | Teamkollege   | Platzierung | Ausfallgrund |
| ---- | -------------------------- | ----------- | --------------- | ------------- | ----------- | ------------ |
| 2006 | Rollcentre Racing          | Radical SR9 | Martin Short    | João Barbosa  | Rang 20     |              |
| 2007 | Team Bruichladdich Radical | Radical SR9 | Tim Greaves     | Robin Liddell | Ausfall     | Unfall       |
| 2008 | Barazi-Epsilon             | Zytek 07S/2 | Michael Vergers | Juan Barazi   | Rang 29     |              |
| 2009 | Barazi-Epsilon             | Zytek 07S/2 | Phil Bennett    | Juan Barazi   | Rang 28     |              |